# Sophie Lewis (Autorin)

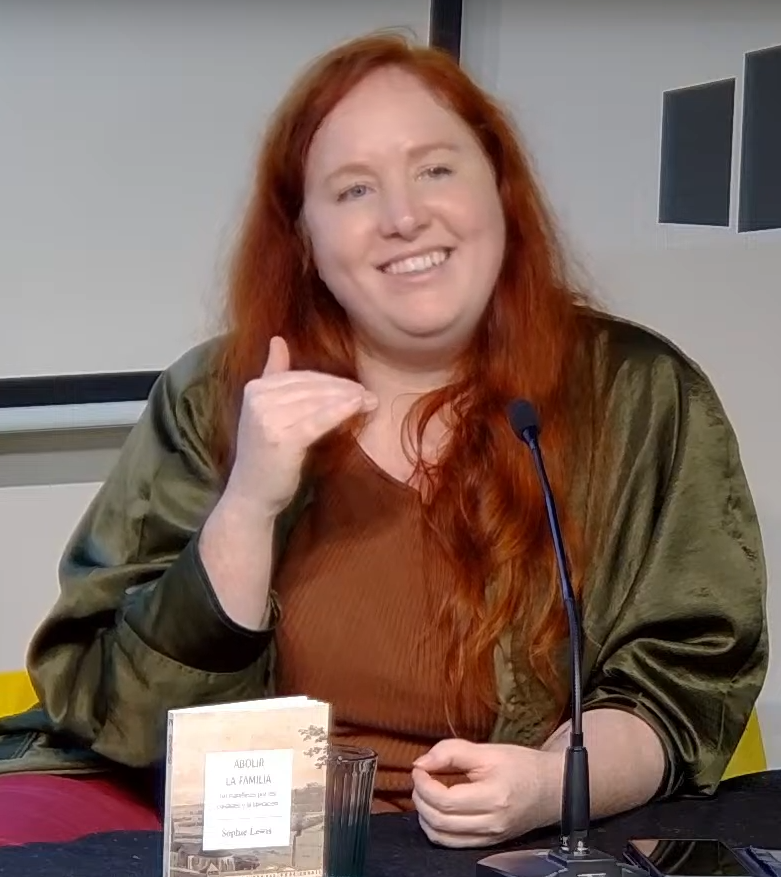
Sophie Lewis (2024)

Sophie Lewis (* vor 2000 in Wien) ist eine deutsch-britische feministische Autorin.

## Leben
Lewis wurde in Wien geboren, wo ihre Eltern journalistisch tätig waren und wuchs in der Schweiz und Frankreich auf. Sie erhielt in Oxford einen Bachelor-Abschluss in englischer Literatur und einen Master in Natur, Gesellschaft und Umweltpolitik. 2011 erhielt sie als Fulbright-Stipendiatin an der New School for Social Research einen Master in Politikwissenschaft. 2016 schloss sie ihre Promotion in Humangeographie an der Universität Manchester ab. Lewis lebt in Philadelphia und lehrt kritische Theorie am Brooklyn Institute for Social Research und ist Gastdozentin am Feminist, Queer and Transgender Studies Center der Universität von Pennsylvania.

## Politische Einstellungen
Im Oktober 2024 gehörte Lewis zu den Unterzeichnern eines Aufrufs zum Boykott israelischer Kulturinstitutionen, „die an der überwältigenden Unterdrückung der Palästinenser mitschuldig sind oder diese stillschweigend beobachtet haben“.

## Werk
Lewis setzt sich in ihrem Werk aus feministischer Perspektive mit Schwangerschaft und Familie auseinander. Ihre Texte wurden in der New York Times, Harpers, der Boston Review und der London Review of Books veröffentlicht. Für MIT Press hat Lewis englische Übersetzungen von Werken von Bini Adamczak und Antje Schrupp angefertigt.
In Full Surrogacy Now setzt sie sich ausgehend von einer Untersuchung von Leihmutterschaft mit Fragen von Schwangerschaft und Gebären auseinander und argumentiert u. a. für die Anerkennung von Schwangerschaften als Arbeit. In Abolish the Family führt sie ihre Argumentation für eine Aufhebung (Abolition) der Familie weiter aus, wobei es ihr darum geht, Möglichkeiten der gegenseitigen Fürsorge an Stelle der Kernfamilie zu etablieren.

## Schriften (Auswahl)
- Full Surrogacy Now: Feminism Against Feamily. Verso, London, 2019. ISBN 978-1-78663-730-7.
- Abolish the Family: A Manifesto for Care and Liberation. Verso, London 2022. ISBN 978-1-83976-719-7.
  - Die Familie abschaffen: Wie wir Care-Arbeit und Verwandtschaft neu erfinden. S. Fischer, Frankfurt, 2023, ISBN 978-3-10-397504-8.
- Familie. In: Wolfgang M. Schmitt und Ann-Kristin Tlusty (Hrsg.): Selbst Schuld! Carl Hanser Verlag, München 2024, ISBN 978-3-446-28130-1, S. 138–153.